# آنا کراملینگ
آنا کراملینگ (انگلیسی: Anna Cramling؛ زادهٔ ۳۰ آوریل ۲۰۰۲) شطرنج‌باز، یوتیوبر، و استریمر سوئدی-اسپانیایی است. کراملینگ در یک خانواده شطرنج‌باز بزرگ شد. مادرش پیا کراملینگ استادبزرگ شطرنج اهل سوئد و پدرش خوان مانوئل بلون لوپز استادبزرگ اهل اسپانیا است.
کراملینگ در اوایل سال ۲۰۲۰ استریم کردن را با تمرکز بر محتوای شطرنج آغاز کرد. مادر و پدرش هر دو مهمان گاه به گاه کانال او هستند. حدود یک سال بعد، کراملینگ با سازمان ورزش‌های الکترونیک به عنوان اولین پخش کننده شطرنج قرارداد امضا کرد.

## اوایل زندگی و پس‌زمینه
کراملینگ در ۳۰ آوریل ۲۰۰۲ در مالاگا در خانواده پیا کراملینگ و خوان مانوئل بلون لوپز متولد شد. مادرش اهل سوئد و پدرش اهل اسپانیا است. پدر و مادر او هر دو شطرنج باز هستند و هر دو عنوان استاد بزرگ (GM) را یدک می‌کشند. مادر او در سال ۱۹۸۴رتبه اول در بین زنان جهان کسب کرد و پنجمین زنی شد که در سال ۱۹۹۲ به عنوان استاد بزرگ دست پیدا کرد. پدر او پنج بار قهرمان اسپانیا شده است. کراملینگ در سه سالگی شروع به بازی شطرنج کرد. در طول دوران کودکی او، هر دو والدینش به‌طور فعال در شطرنج رقابت می‌کردند. زمانی که او جوان بود، معمولاً والدینش را در مسابقات شطرنج همراهی می‌کرد، زیرا تنها پرستار او پدربزرگ مادری‌اش بود که در سوئد زندگی می‌کرد. کراملینگ و پدر و مادرش تا یازده سالگی او در اسپانیا زندگی می‌کردند تا اینکه به سوئد نقل مکان کردند. کراملینگ در سال ۲۰۱۴ فدراسیون خود را از اسپانیا به سوئد تغییر داد و تنها در چند تورنمنت به عنوان نماینده اسپانیا بازی کرد. پدرش نیز بعداً در سال ۲۰۱۷ همان تغییر فدراسیون را از اسپانیا به سوئد انجام داد.

## شطرنج
کراملینگ برای اولین بار در ژوئن ۲۰۱۶ در سن ۱۴ سالگی پس از شرکت در مسابقات شطرنج هاسلبکن در استکهلم به رتبه ۲۰۰۰ رسید. بهترین پیروزی او در آن تورنمنت برابر هموطنش مایکل بکمن بود که در رتبه ۲۱۶۱ قرار داشت. در سپتامبر ۲۰۱۶، کراملینگ ۱۴ ساله به نمایندگی از سوئد در المپیاد شطرنج ۲۰۱۶ در باکو، جمهوری آذربایجان، رکورد جوانترین شرکت کننده زن در المپیاد برای سوئد را شکست. مادرش پیا نیز در این رویداد شرکت کرد و آنها پدر آنا را به عنوان کاپیتان تیم در کنار خود داشتند. کراملینگ در ۷ راند از ۱۱ دور شرکت کرد که باعث شد سوئد در بین ۱۳۴ تیم رقابت کننده در رتبه ۲۳ قرار گیرد. کراملینگ در سال ۲۰۱۸ عنوان استاد زن فیده (WFM) را به دست آورد. او حدود ۲۰۰ امتیاز دیگر در اوایل سال ۲۰۱۸ به دست آورد تا به دلیل عملکرد خوب در چهار تورنمنت، به بهترین رتبه در تاریخ فعالیت خود تا آن زمان یعنی ۲۱۷۵ برسد. پس از افت شدید رتبه در اواخر سال ۲۰۱۸، کراملینگ توانست بیشتر امتیازهای از دست رفته خود را در سال ۲۰۱۹ مجدداً به دست آورد و در اکتبر به بالاترین رتبه سال یعنی ۲۱۶۴ رسید.